# Meteor über dem Mittelmeer (2002)
Der Meteor über dem Mittelmeer bezeichnet einen Boliden mit anschließender Explosion in der Hochatmosphäre am 6. Juni 2002 über dem Mittelmeer. Das Ereignis fand um 04:28 UTC über dem Meer zwischen Libyen und Kreta (auf etwa 34° 0′ N, 21° 0′ O) statt und setzte bei einem Airburst ein TNT-Äquivalent einer kleinen Kernwaffe frei. Es wurden keine Meteoritenfragmente gefunden.